# Sky Pool, Luân Đôn

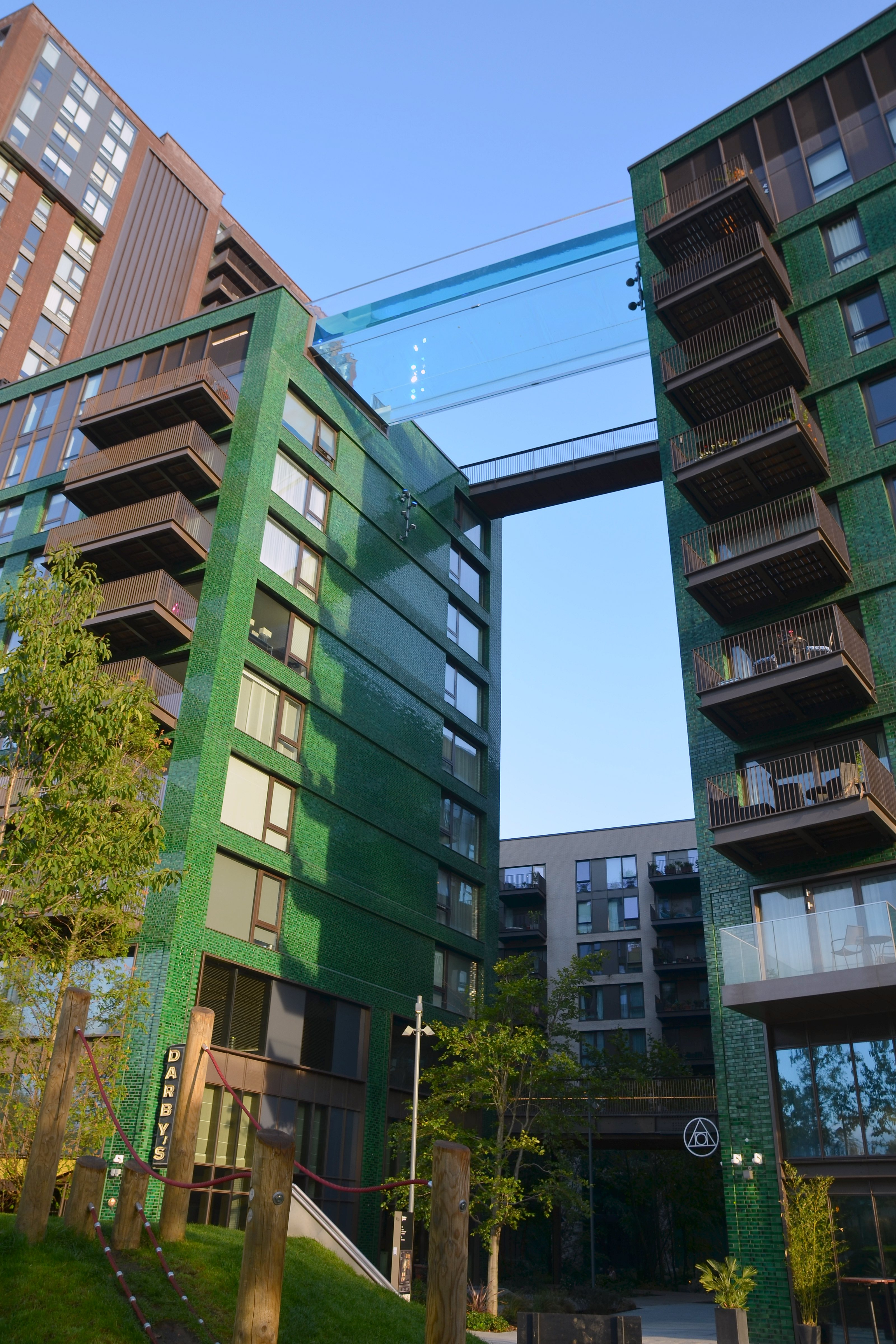
Hồ bơi Sky Pool nhìn từ mặt đất

Sky Pool là một hồ bơi tại Embassy Gardens nằm tại khu phát triển Nine Elms thuộc Wandsworth, một thành phố ở phía tây nam Luân Đôn. Nó nằm lơ lửng cách mặt đất khoảng 35 mét (115 ft) và tạo thành một cây cầu nối giữa hai tòa chung cư cao tầng gần đó. Hồ bơi được công bố vào tháng 5 năm 2021, nó bị chỉ trích là biểu tượng của sự bất bình đẳng ở Luân Đôn.

## Vị trí
Hồ bơi tọa lạc tại Embassy Gardens ở khu phát triển Nine Elms thuộc địa phận của Wandsworth. Nó được xây bởi Ballymore Group. Đây là "hồ bơi lơ lửng" đầu tiên trên thế giới và nó là cây cầu nối giữa hai toàn chung cư gần đó trong khu phát triển. Hồ bơi cách mặt đất 35 mét (115 ft), nằm cạnh Đại sứ quán Hoa Kỳ và gần bờ nam của sông Thames. Các cư dân ở đó có thể bơi giữa hai tòa nhà với tầm nhìn ra Mắt Luân Đôn và Cung điện Westminster. Hồ bơi nằm trong dự án Sky Deck và chỉ những cư dân của Embassy Gardens là thành viên của EG:le Club mới có thể đến được Sky Pool. Sky Deck cũng có spa, nhà trồng cam và quán bar. Các cư dân của Embassy Gardens theo dạng chia sẻ chủ sở hữu không được phép sử dụng hồ bơi.

## Thiết kế

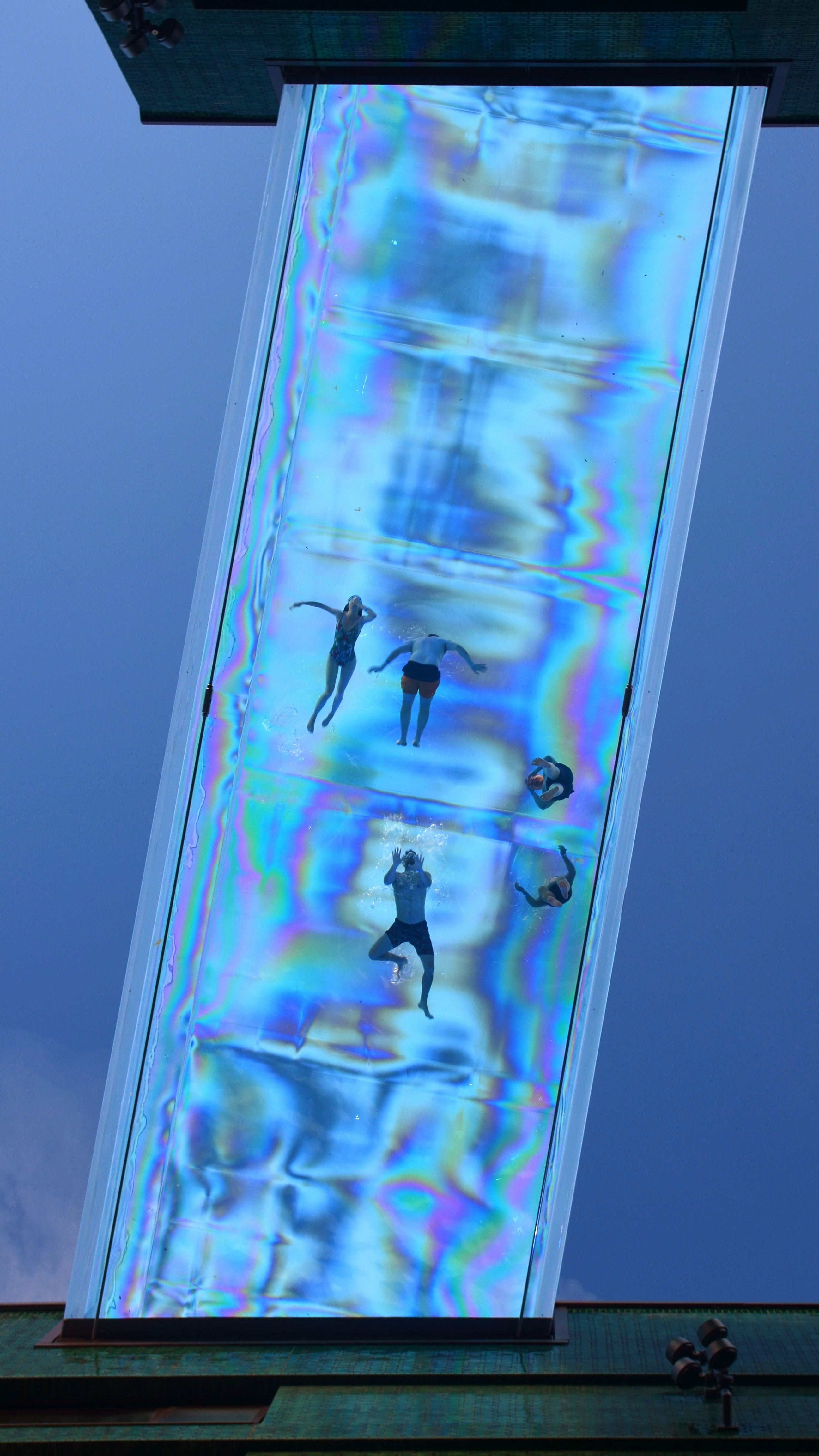
Quang cảnh từ bên dưới Sky Pool được chụp bằng thấu kính phân cực cho thấy lưỡng chiết được gây ra bởi sự phân cực một phần của ánh sáng bầu trời

Hồ bơi là bộ phận nối tiếp giữa hai tòa nhà Legacy của khu phát triển Embassy Gardens, nước trong hồ bơi được đun nóng, hồ có chiều dài 82 foot (25 m); chỉ phần 45 foot (14 m) ở giữa hồ bơi là phần lơ lửng trên không. Khu vực mái nhà không đủ lớn để chứa một hồ bơi do đó một "hồ bơi lơ lửng" đã được lên kế hoạch phát triển. Thiết kế lơ lửng của hồ bơi được coi là điều cần thiết để duy trì kích thước lớn của nó mà không làm tốn thêm diện tích sàn trên mái của tòa nhà. Nơi để vào hồ bơi và hệ thống lọc được bố trí ở hai đầu của hồ bơi. Architectural Digest đã viết rằng hồ bơi được cho là "tấm acrylic chịu lực đơn lớn nhất thế giới". Tấm khung acrylic nặng 50 tấn (49 tấn Anh; 55 tấn Mỹ); nó dày 8 inch (200 mm) với đáy dày 12 inch (300 mm) và sâu gần 10 foot (3,0 m). Hồ bơi nằm trên một khung thép vô hình, nó có chiết suất rất giống với nước nên khi ánh sáng đi qua chỉ bị biến dạng một ít khiến cấu trúc trong có vẻ vô hình. Cấu trúc tạo nên hồ bơi được chế tạo ở Colorado, Mỹ bởi các kĩ sư acrylic của Reynolds Polymer, Inc. và được vận chuyển từ Texas trong chuyến đi ba tuần. Nó được thiết kế bởi kĩ sư kết cấu Eckersley O'Callaghan và HAL Architects, ngoài ra hồ bơi còn có sự giúp sức của công ty kiến trúc Arup.

## Đón nhận
Hồ bơi dự tính mở cửa vào mùa hè năm 2020 nhưng bị trì hoãn do đại dịch Covid-19. Hồ bơi chính thức mở cửa cho cư dân của Embassy Gardens vào ngày 19 tháng 5 năm 2021. Lễ khai trương được tổ chức bởi người dẫn chương trình Roman Kemp và có màn trình diễn của đội bơi nghệ thuật Aquabatix. Một đoạn clip ngắn được quay bởi máy bay trực thăng của BBC News quay lại cảnh những người đang có mặt ở trong hồ bơi đã có hơn 10 triệu lượt xem.
Nhà phê bình kiến trúc Oliver Wainwright viết trên tờ The Guardian miêu tả rằng hồ bơi là một "điều diệu kì đầu tiên trên thế giới" và là một "khối chất lỏng màu xanh lơ lửng trên bầu trời", rằng nó có "chất lượng bất chấp trọng lực" như một bức tranh của René Magritte. Jessica Cherner viết trên Architectural Digest cảm thấy rằng độ trong suốt của hồ bơi "khiến nó trông giống như một hộp kính hình chữ nhật lơ lửng giữa không trung".
Nhiều cư dân ở đây cho rằng hồ bơi quá lạnh để có thể sử dụng vào mùa đông mặc dù họ chi phí sưởi ấm là 450 bảng Anh. Một người dân ở đây đã đăng trên nhóm cư dân của Embassy Gardens nói rằng nước trong hồ chỉ đủ ấm để tắm trong khoảng từ 5-10 phút. Họ yêu cầu hồ bơi phải đóng cửa trong mùa đông để tiết kiệm năng lượng nhưng nhưng phía nhà phát triển bảo nó là một "tiện ích phổ biến" và vẫn sẽ tiếp tục mở cửa. Nhiều người bắt đầu chế giễu rằng họ có thể sử dụng hồ bơi Sky Pool như một sân trượt băng trên cao vào mùa đông và gọi nó là "thảm hoạ môi trường".

### Phê bình xã hội học
Wainwright đã phê bình hồ bơi là "một bể cá kỷ ảo gồm những cá thể có giá trị ròng cao bị nuôi nhốt để những người còn lại trong chúng ta phải trố mắt nhìn từ phía xa bên dưới". Viết trên Bloomberg News, một bài viết với tựa đề "This Swimming Pool in the Sky Is the Ultimate Symbol of London's Affordability Crisis" (tạm dịch: Hồ bơi nằm ở trên trời này là biểu tượng tối thượng của cuộc khủng hoảng khả năng chi trả của Luân Đôn), Kriston Capps cảm thấy rằng hồ bơi "sẽ mang lại một trải nghiệm cực kỳ đẳng cấp với cái giá phải trả là vô tình xúc phạm một thành phố đang chìm trong khủng hoảng nhà ở giá rẻ" và rằng "có một rủi ro đi kèm với việc đưa ra hình thức vật chất giàu có phung phí và đòi hỏi sự minh bạch của nó. Có thể dễ dàng hình dung một tiện ích loại trừ quá mức, mạnh mẽ trở thành tâm điểm cho sự tức giận về sự bất bình đẳng thu nhập quá cao và nhà ở giá rẻ của Luân Đôn, vào thời điểm mà những tranh luận về những vấn đề này đang ngày càng trở nên mạnh mẽ hơn".  Capps miêu tả hồ bơi là một "tiện nghi tuyệt vời không thể được" và là một "món trang sức ở nơi dễ thấy nhưng ngoài tầm với hầu hết mọi người" và các nhà phát triển "đã [treo] một biểu tượng mạnh mẽ của sự bất bình đẳng lên Luân Đôn". Viết trên New Statesman, Anoosh Chakelian cảm thấy hồ bơi là một "biểu tượng hữu hình của sự bất bình đẳng về nhà ở và việc xây dựng nhà không đồng đều tràn lan ở thủ đô".
Nhà soạn nhạc Grace Petrie nói rằng nó là "lý do tốt để ghét" hồ bơi "về mặt chính trị".  Nhà nghiên cứu đô thị Rowland Atkinson miêu tả rằng hồ bơi là một "thấu kinh ướt khổng lồ" trong cuốn sách xuất bản năm 2021 của mình – Alpha City – và cảm thấy rằng khu vườn trên mái của Embassy Gardens "thể hiện sự chiếm đóng đô thị của giai cấp tư sản bơi lội tự do trên toàn cầu".